# Estação Barbès - Rochechouart
Barbès - Rochechouart é uma estação das linhas 2 e 4 do Metrô de Paris, localizada no limite do 9.º, do 10.º e do 18.º arrondissements de Paris.

## Localização
A estação se situa na interseção de quatro avenidas: o boulevard de Magenta, o boulevard de la Chapelle, o boulevard Barbés e boulevard de Rochechouart.

## História
A estação "Boulevard Barbès" foi aberta em 26 de março de 1903 durante a inauguração da linha 2 do Metrô de Paris. Em 21 de abril de 1908, as plataformas da linha 4, subterrâneas, foram abertas ao público. Estas plataformas são acessíveis por uma edícula Guimard.

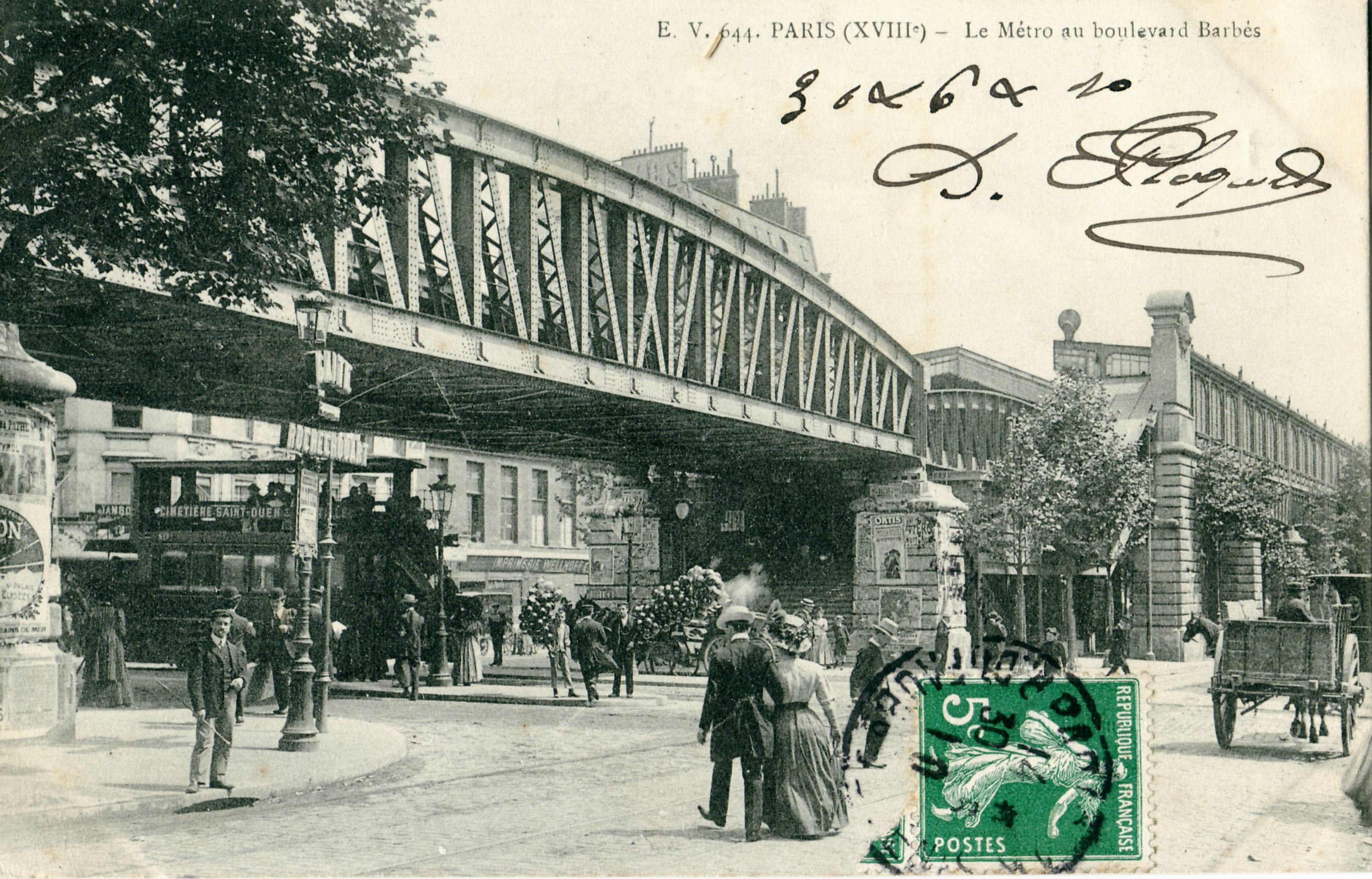
A estação por volta de 1910

O acidente do metrô de 10 de agosto de 1903 começou com um curto-circuito na estação Barbès. Isso resultou na morte de 84 pessoas.
Em 15 de outubro de 1907, a estação foi renomeada "Barbès - Rochechouart", ecoando assim o nome dos boulevards Barbès e de Rochechouart, que, em homenagem, respectivamente ao republicano Armand Barbès e à freira Marguerite de Rochechouart de Montpipeau.
Foi aqui que Pedro George, dito "colonel Fabien", realizou em 21 de agosto de 1941 aquele que é considerado o primeiro atentado fatal contra as tropas de ocupação, matando o aspirante Moser, um membro da Kriegsmarine.
Por ocasião dos trabalhos realizados em 1987, a comitiva do acesso de Hector Guimard é transferido para a estação Bolivar. A estação foi objeto de desenvolvimento em 1998.
Em 2 de dezembro de 2016, um trem descarrilou na estação, sem fazer vítimas mas bloqueando o tráfego por 48 horas em uma parte da linha. O descarrilamento foi provocado pela queda de um cofre inversor de trem situado sob a caixa de um carro.
Em 2011, 9 323 474 passageiros entraram nesta estação. Ela viu entrar 8 392 009 passageiros em 2013, o que a coloca na 27ª posição das estações de metrô por sua frequência.

## Serviços aos Passageiros

### Acessos
Os acessos à estação de metrô Barbes-Rochechouart, se situam no boulevard de Rochechouart, boulevard Barbès e boulevard de la Chapelle no limite do 9.º, do 10.º e do 18.º arrondissements de Paris.

### Plataformas
A estação da linha 2 é elevada, situada em um viaduto que termina logo após a estação em direção a Porte Dauphine. As plataformas da linha 4 são subterrâneas e em curva. Em direção a Porte de Clignancourt, é possível ver a estação Château Rouge.

### Intermodalidade
A estação é servida pelas linhas 30, 31, 54, 56 e 85 da rede de ônibus RATP e, à noite, pelas linhas N01, N02, N14 e N44 da rede Noctilien.

## Pontos turísticos
- O setor de Barbès-Rochechouart:

Este setor é muito cosmopolita é muitas vezes associado com a imigração de pessoas principalmente vindas do Norte de África, mas também da África Subsaariana, no limite do quartier de la Goutte-d'Or. O ambiente da estação inclui muitos comércios de varejo e de importação e grandes lojas de departamento, como a marca Tati e um mercado. A estação também está situada na proximidade da colina de Montmartre que atrai muitos turistas.
- O mercado de Barbès, situada no boulevard de la Chapelle, em frente ao hospital, sob o viaduto do metrô elevado.[11]
- O cinema Le Louxor, completamente restaurado em 2013 e onde o terraço oferece vistas à estação.
- O Hôpital Lariboisière, estabelecimento de Assistance publique - Hôpitaux de Paris (AP-HP), inscrito como monumento histórico desde 1975.

## No cinema
O filme francês Les Ripoux, dirigido em 1984 por Claude Zidi, apresenta algumas cenas filmadas nas imediações da estação.

Galeria de fotografias
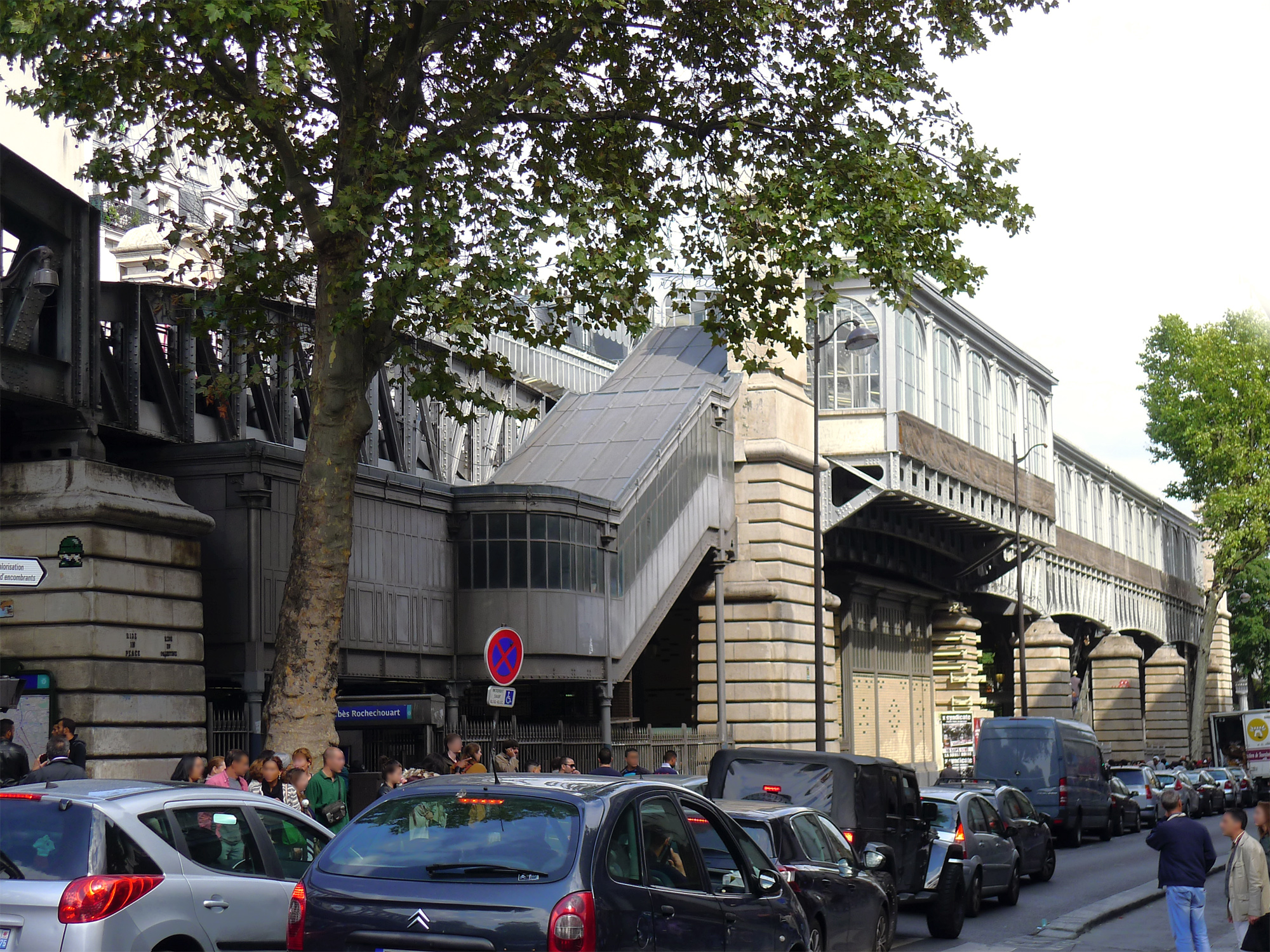
Estação exterior.
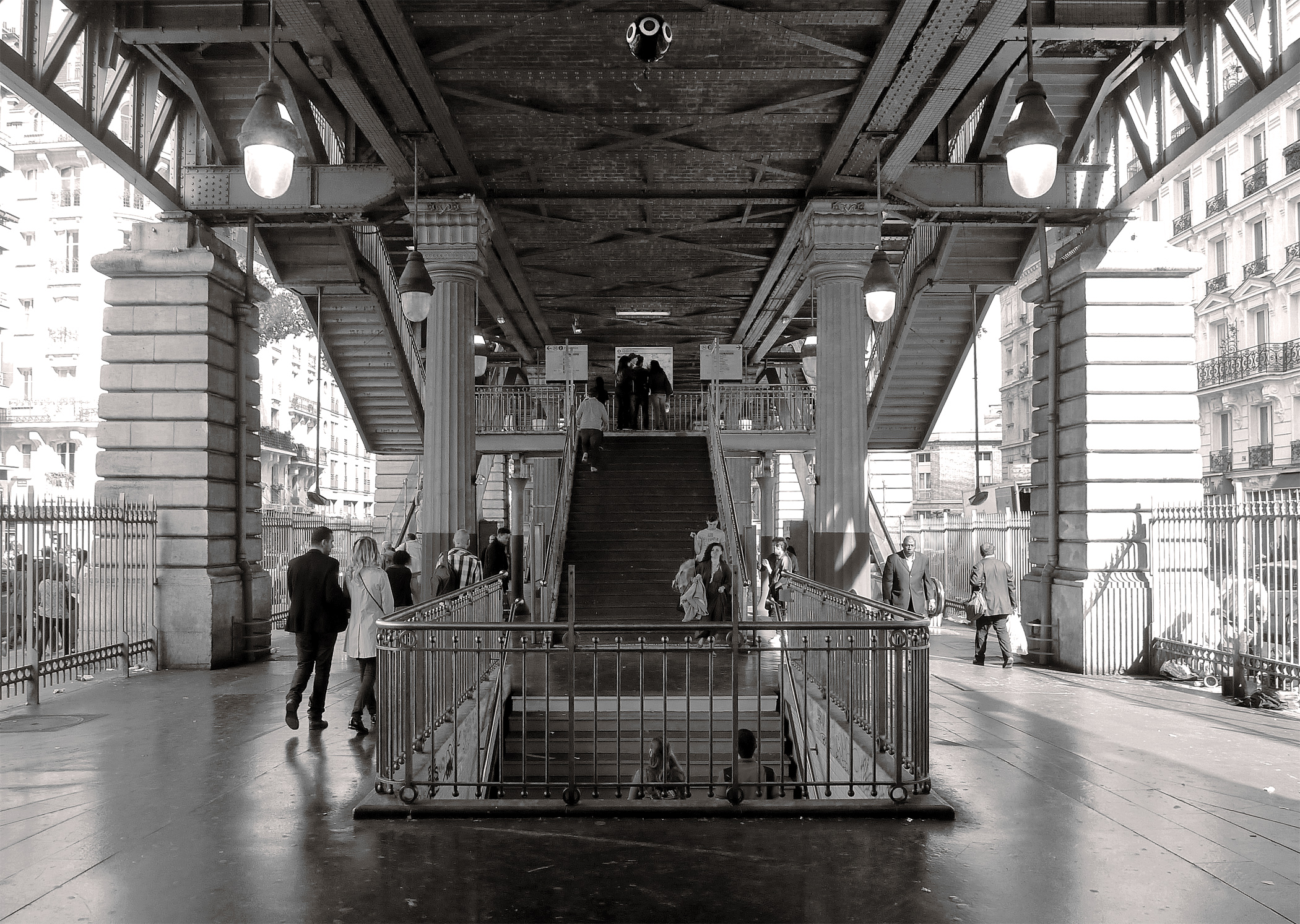
O acesso à estação sob o viaduto da linha 2.
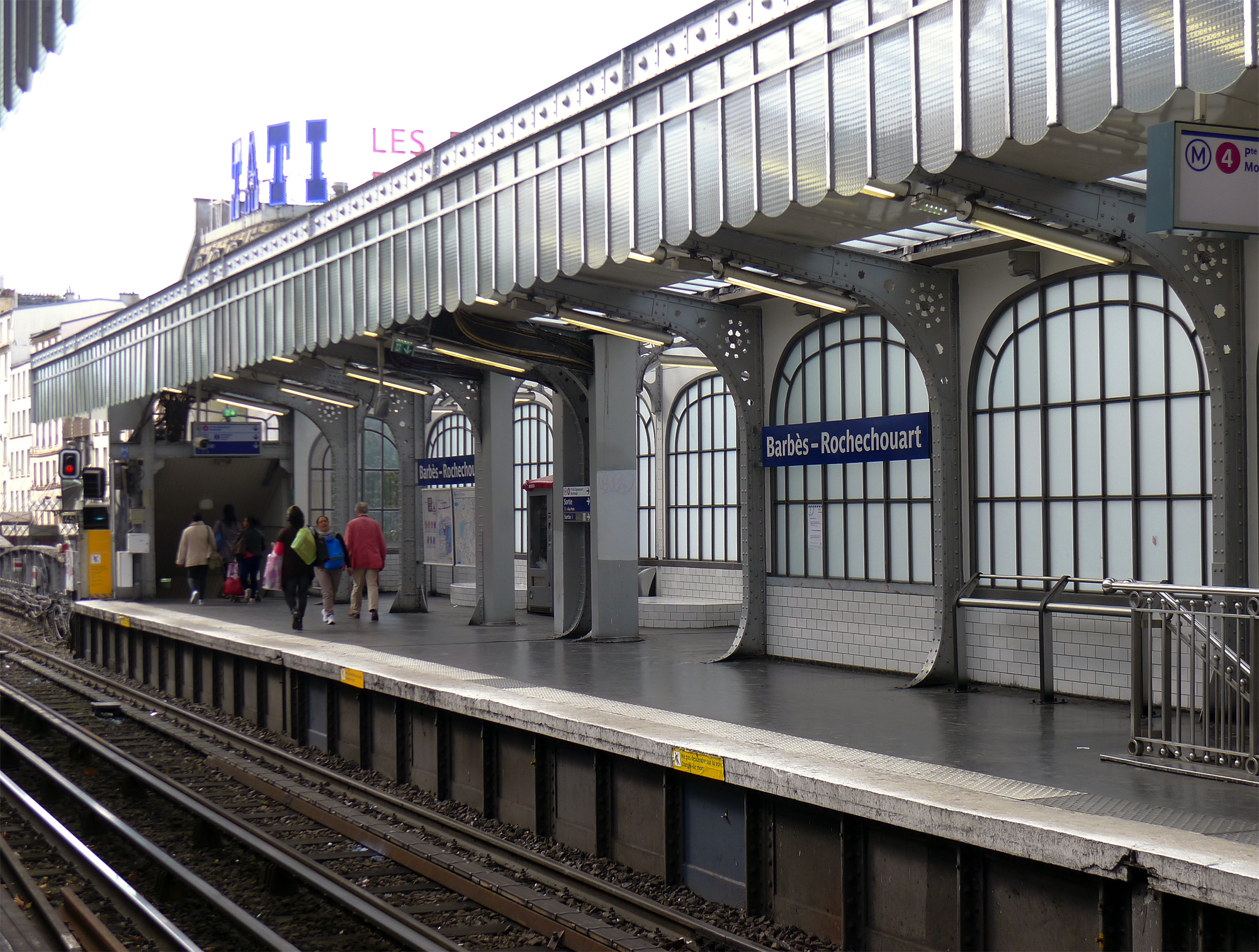
Plataforma da linha 2.
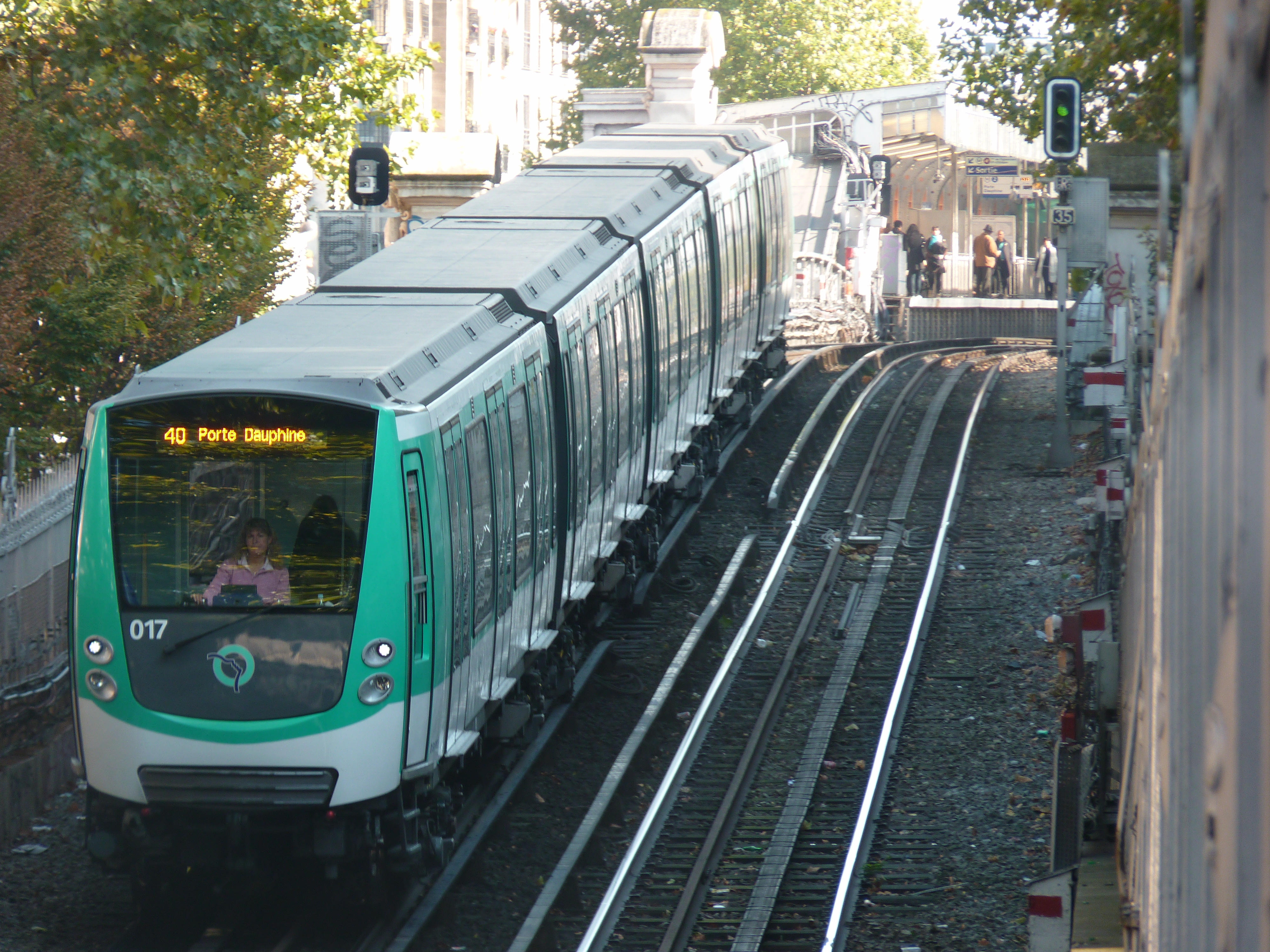
Um MF-01 acaba de deixar a estação da linha 2 e entra no túnel.
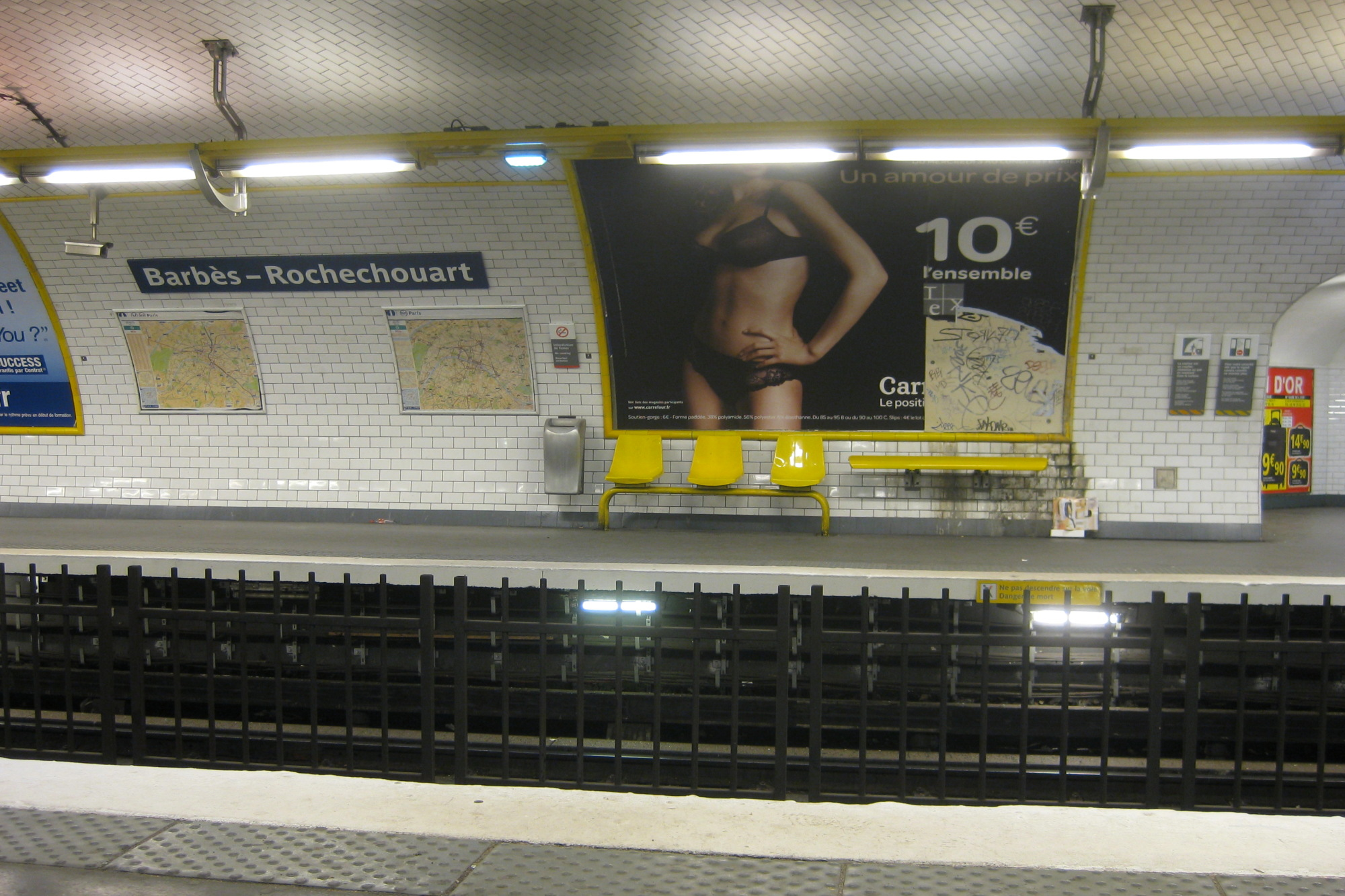
Plataforma da linha 4.
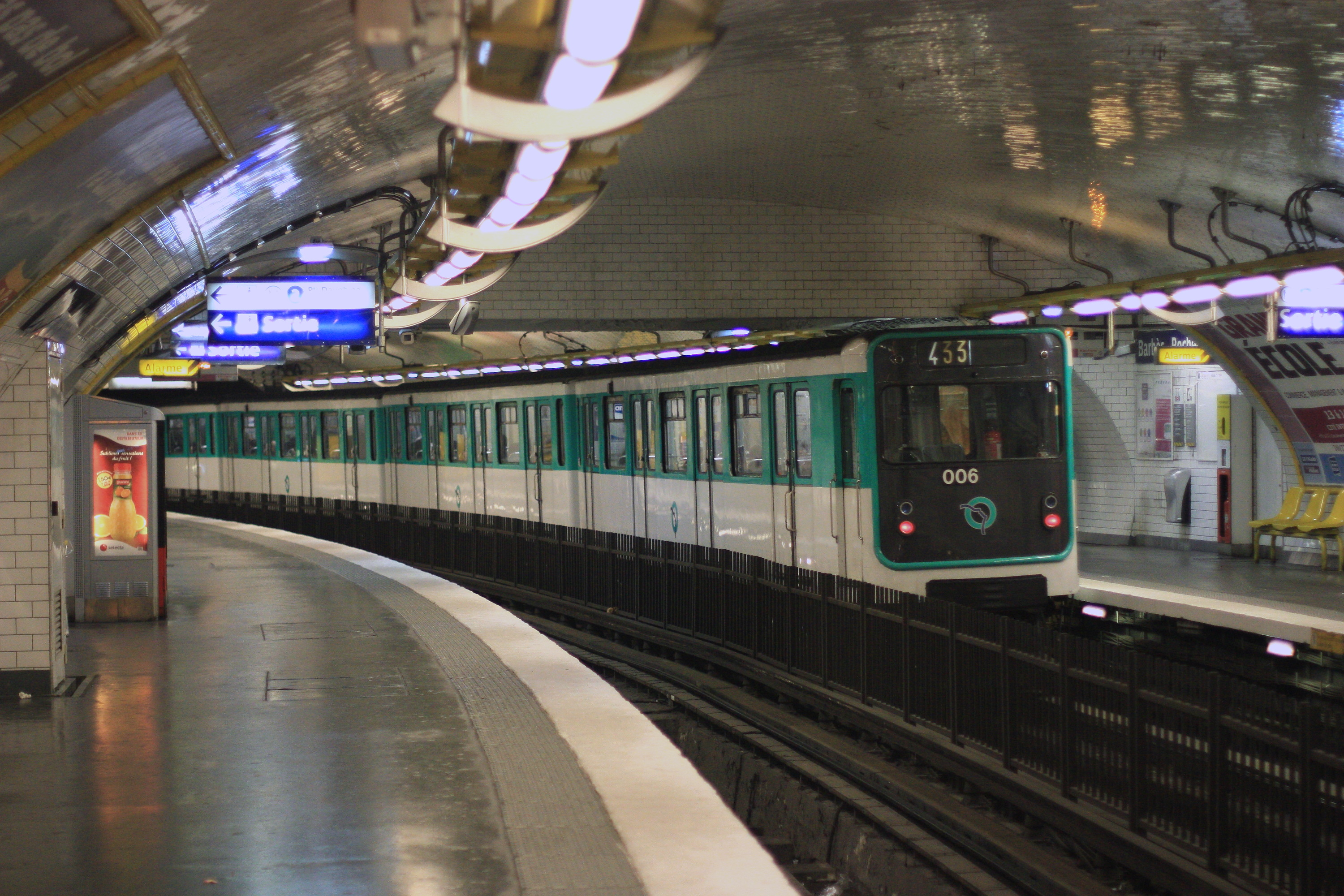
Plataformas da linha 4, com um MP 59 saindo da estação.